# سانتا کاترینا دلو ایونیو
سانتا کاترینا دلو ایونیو (به ایتالیایی: Santa Caterina dello Ionio) یک کومونه در ایتالیا است که در استان کاتانزارو واقع شده‌است. سانتا کاترینا دلو ایونیو ۴۱ کیلومتر مربع مساحت و ۲٬۱۲۵ نفر جمعیت دارد و ۴۵۹ متر بالاتر از سطح دریا واقع شده‌است.